# Paraliturgie
Paraliturgie (zur gr. para- „neben“, „gegen“, „abweichend“ und leiturgeia im Sinne von „Gottesdienstordnung“, siehe Liturgie) bezeichnet religiöse und zivilreligiöse Formen und Rituale von Gruppen. Der Ausdruck kann sowohl abwertend als auch neutral gebraucht werden.
Als abwertender Ausdruck bedeutet Paraliturgie so viel wie Pseudo-Liturgie, d. h. an liturgische Formen (z. B. eines Gottesdienstes) erinnernde Rituale, wie sie bei politischen Parteitagen oder Sportveranstaltungen begegnen.
Als neutraler Ausdruck bezeichnet Paraliturgie liturgische Formen, die sich neben oder innerhalb gottesdienstlicher Liturgie bzw. alternativ dazu entwickelt haben. So hat die Kirchenmusik als liturgischer Gesang in der orthodoxen und römisch-katholischen Liturgie zunächst ausschließlich dienende Funktion gehabt und wurde in diesem Sinne als Paraliturgie bezeichnet (neben der Liturgie). Heute bezeichnet Paraliturgie aber auch Formen, die sich als neue Formen neben den klassischen Formen entwickeln und diese zum Teil ergänzen oder gar ersetzen. Beispiele dafür sind liturgische Elemente der Andachten aus Taizé und das evangelische Feierabendmahl.